# Tegopalpus conicus
Tegopalpus conicus är en spindeldjursart som beskrevs av Womersley 1940. Tegopalpus conicus ingår i släktet Tegopalpus och familjen Tenuipalpidae. Inga underarter finns listade i Catalogue of Life.